# Ascochyta viciae-villosae
Ascochyta viciae-villosae är en svampart som beskrevs av Ondrej 1968. Ascochyta viciae-villosae ingår i släktet Ascochyta, ordningen Pleosporales, klassen Dothideomycetes, divisionen sporsäcksvampar och riket svampar.   Inga underarter finns listade i Catalogue of Life.